# المؤتمر الدولي للأمراض المعدية الناشئة
المؤتمر الدولي للأمراض المعدية الناشئة (ICEID) هو مؤتمر لمهنيي الصحة العامة حول موضوع الأمراض المعدية الناشئة.
نقلا عن صفحة CDC عن ICEID:
انعقد المؤتمر الدولي للأمراض المعدية الناشئة لأول مرة في عام 1998؛ ويمثل مؤتمر 2006 انعقاده الخامس. يجمع المؤتمر بين المتخصصين في الصحة العامة لتشجيع تبادل المعلومات العلمية والصحية العامة حول قضايا الأمراض المعدية الناشئة على مستوى العالم. وسيتضمن البرنامج جلسات عامة وحلقات نقاش مع المتحدثين المدعوين بالإضافة إلى عروض شفوية وعروض ملصقات حول الأمراض الناشئة. وتشمل الموضوعات الرئيسية العمل الحالي في مجالات المراقبة، وعلم الأوبئة، والبحث، والاتصالات والتدريب، والإرهاب البيولوجي، والوقاية من الأمراض المعدية الناشئة ومكافحتها، سواء في الولايات المتحدة أو في الخارج.

## مؤتمر 2006
تشمل الموضوعات الرئيسية التي يتم تغطيتها ما يلي:
- مقاومة مضادات الميكروبات
- الإرهاب البيولوجي والاستعداد
- الأمراض المنقولة عن طريق الغذاء والماء
- الصحة العالمية
- التشخيص الجزيئي وعلم الأوبئة
- العدوى المكتسبة من المستشفيات
- العوامل الاجتماعية والاقتصادية والسياسية
- الأمراض المنقولة بالنواقل
- الأمراض المشتركة بين البشر